# قضية إيسجاي

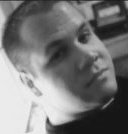
صورة فوتوغرافية لجوردان (اسم المستخدم Essjay) من ملفه الشخصي على ويكيا

تُشير قضية إيسجاي (بالإنجليزية: Essjay controversy) إلى الواقعة التي قام فيها رايان جوردان (Ryan Jordan)، محرر ويكيبيديا المعروف باسم المستخدم (Essjay)، بتقديم نفسه زوراً على أنه أستاذ جامعي للدين من عام 2005 إلى عام 2007، وخلال هذه الفترة تم انتخابه لشغل مناصب عليا في الثقة من قبل المجتمع، بما في ذلك المسؤول والمحكم. في يوليو 2006، نشرت مجلة ذا نيو يوركر مقالاً عن "إيسجاي"، وذكرت أنه كان أستاذاً جامعياً في مجال الدين. واعترفت صحيفة النيويوركر في وقت لاحق بأنها لا تعرف اسمه الحقيقي.
وصل الجدل إلى جيمي ويلز، أحد مؤسسي ويكيبيديا، الذي بعد الدفاع عن جوردان في البداية، طلب منه في النهاية الاستقالة في مارس 2007. وفي نهاية المطاف، تبين أن جوردان كذب بشأن أوراق اعتماده، والتي استخدمها أحيانًا كحجة للحصول على اليد العليا في بعض المناقشات. وقد أثارت هذه الحادثة انتقادات لفكرة عدم الكشف عن الهوية على ويكيبيديا، وانعدام الثقة في الخبراء المجهولين الذين يزعمون أنهم خبراء في مجتمع ويكيبيديا.

## الخط الزمني
في 26 يوليو 2006، بدأ ناقد ويكيبيديا دانييل براندت موضوعًا على موقع المناقشة المستقل (Wikipedia Review) بعنوان "من هو Essjay؟". صرح إيسجاي على صفحة المستخدم الخاصة به على ويكيبيديا أنه قام بتدريس اللاهوت في جامعة خاصة، وحصل على درجة الدكتوراه في اللاهوت والقانون الكنسي.
بعد خمسة أيام، نشرت مجلة ذا نيويوركر مقابلة مع إيسجاي كررت فيها بعض الادعاءات الكاذبة الموجودة على صفحة المستخدم الخاصة به. في يناير 2007، اتصل براندت بمؤلف المقال في مجلة ذا نيويوركر بشأن التناقضات في سيرة جوردان واستغلال مؤهلاته المفترضة كوسيلة ضغط في النزاعات الداخلية حول محتوى ويكيبيديا. ركز الجدل الذي أعقب ذلك على تزويره لشخصيتة ومؤهلاته، وتأثير هذا الخداع على تصورات ويكيبيديا (وسياساتها ومصداقيتها)، ونوعية القرارات المتخذة في ترقيته ودعمه وتوظيفه.
كانت ردود الفعل على هذا الإفصاح متنوعة، وشملت التعليقات والمقالات في وسائل الإعلام الإلكترونية والمطبوعة والمذاعة. قام مجتمع ويكيبيديا بفحص تعديلات إيسجاي على المقالات بحثًا عن الأخطاء، وناقش المقترحات لتحسين تعامل المشروع مع التعريف الشخصي. خلال هذا الوقت، أمضى جوردان وقتًا أقل في تحرير محتوى المقالات والمزيد من الوقت في معالجة التخريب وحل النزاعات التحريرية.
في البداية، أيد جيمي ويلز، أحد مؤسسي ويكيبيديا، استخدام إيسجاي لشخصية ما، قائلًا: "أعتبرها اسمًا مستعارًا ولا أجد مشكلة في ذلك حقًا". لاحقًا، حوالي 5 مارس 2007، سحب ويلز دعمه وطلب استقالة إيسجاي من منصبه في ويكيبيديا وويكيا. صرح ويلز أنه سحب دعمه عندما علم أن "إيسجاي استخدم بيانات اعتماده المزيفة في نزاعات المحتوى" على ويكيبيديا.

## المقابلة مع مجلة ذا نيويوركر
أجرت ستايسي شيف، وهي صحفية حائزة على جائزة بوليتسر تكتب في مجلة ذا نيويوركر، مقابلة مع إيسجاي كمصدر لمقال عن ويكيبيديا ("اعرف كل شيء"؛ 31 يوليو 2006) بعد أن أوصى به لها أحد أعضاء مؤسسة ويكيميديا. وفقًا لمجلة ذا نيويوركر، كان إيسجاي "على استعداد لوصف عمله باعتباره مسؤولًا عن ويكيبيديا لكنه لم يحدد هويته بخلاف تأكيد تفاصيل السيرة الذاتية التي ظهرت على صفحة المستخدم الخاصة به."
أثناء المقابلة، قال جوردان لمجلة ذا نيويوركر -وكان قد ذكر سابقًا على صفحته الشخصية في ويكيبيديا- أنه حصل على الدكتوراه في اللاهوت والقانون الكنسي ويعمل أستاذًا دائمًا في جامعة خاصة. اكتُشف لاحقًا أنه كان يبلغ من العمر 24 عامًا، وأنه ترك كلية المجتمع دون أي مؤهلات. نشرت مجلة ذا نيويوركر تصحيحًا في فبراير 2007، مما لفت انتباه الرأي العام إلى هذه القضية على نطاق أوسع.
وذكرت المقالة أن إيسجاي قضى نحو 14 ساعة أو أكثر يوميا على ويكيبيديا، لكنه كان حريصا على إبقاء حياته على الإنترنت سرية عن زملائه وأصدقائه. وقد صورت الصورة إيسجاي وهو يأخذ جهاز الكمبيوتر المحمول الخاص به إلى الفصل الدراسي في كثير من الأحيان حتى يتمكن من التواجد مع مستخدمي ويكيبيديا الآخرين أثناء إعطاء اختبار. وأكد أنه يحتاج إلى عدم الكشف عن هويته لتجنب الملاحقة الإلكترونية.
ادعى جوردان، باسم إيسجاي، أنه أرسل بريدًا إلكترونيًا إلى أستاذ جامعي باستخدام بيانات اعتماد شخصيته التي اخترعها، مؤكدًا بذلك دقة ويكيبيديا. في الرسالة التي كتبها جزئيًا، "أنا مسؤول عن مشروع الموسوعة الإلكترونية ويكيبيديا. أنا أيضًا أستاذ دائم في اللاهوت؛ لا تتردد في إلقاء نظرة على صفحة المستخدم الخاصة بي على ويكيبيديا (المرتبطة أدناه) للحصول على فكرة عن خلفيتي ومؤهلاتي."

### الكشف عن الهوية
عندما تم تعيين إيسجاي من قبل ويكيا في يناير 2007، قام بتغيير ملفه الشخصي على ويكيا و"أصبح واضحًا بشأن هويته الحقيقية"، وعرّف عن نفسه باسم ريان جوردان. تساءل محررو ويكيبيديا الآخرون عن إيسجاي على صفحة نقاش ويكيبيديا الخاصة به حول التناقض الواضح بين ملفه الشخصي الجديد على ويكيا واعتماداته التي ادعىها سابقًا. ونشر إيسجاي شرحًا مفصلاً ردًا على الاستفسار الأول، حيث ذكر:
هناك عدد من المتصيدين والمتطفلين والمختلين عقليًا الذين يتجولون في ويكيبيديا ومشاريع ويكيميديا الأخرى بحثًا عن أشخاص لمضايقتهم وملاحقتهم وتدمير حياتهم (تم القبض على العديد منهم بسبب أنشطتهم هنا) ... ستقول في النهاية شيئًا يقودهم إليك، وسيجدك المتعقبون... قررت أن أكون نفسي، ألا أخفي شخصيتي أبدًا، وأن أظل دائمًا كما أنا، ولكن سأستخدم معلومات مضللة فيما يتعلق بما أعتبره تفاصيل غير مهمة: العمر، الموقع، المهنة، وما إلى ذلك...
علق لاحقًا على صفحته الشخصية في ويكيبيديا بشأن خداعه لستايسي شيف قائلاً: "... لقد أديت دور الشخصية بشكل جيد."
ثم كتب الناقد في ويكيبيديا دانييل براندت رسالة إلى ستايسي شيف ومجلة ذا نيويوركر يبلغهم فيها بالتناقض في الهوية. في أواخر فبراير 2007، قامت المجلة بتحديث مقالها بتصحيح يشير إلى أن "إيسجاي يقول الآن أن اسمه الحقيقي هو رايان جوردان، وأنه يبلغ من العمر أربعة وعشرين عامًا ولا يحمل أي درجات علمية متقدمة، وأنه لم يقم بالتدريس أبدًا."
في 23 فبراير 2007، أعلن جيمي ويلز تعيين إيسجاي في لجنة التحكيم في ويكيبيديا. وأكد ويلز لاحقًا أن التعيين كان "بناءً على طلب ودعم إجماعي من" لجنة التحكيم.
في 3 مارس 2007، قال أندرو لي، الذي كان حينها أستاذًا مساعدًا ومديرًا للتكنولوجيا في مركز دراسات الصحافة والإعلام بجامعة هونغ كونغ، على مدونته أن جزءًا من تعليقات إيسجاي على الحادث دخل "مجال التشهير والقذف الخطير" ضد ستايسي شيف. صرح أندرو لي أن إيسجاي كتبت على صفحة نقاش ويكيبيديا الخاصة بإيسجاي، "وعلاوة على ذلك، قدمت [شيف] عدة عروض لتعويضي عن وقتي، وكان ردي أنها إذا شعرت حقًا بالحاجة إلى القيام بذلك، فيجب أن تتبرع للمؤسسة بدلاً من ذلك."وأضاف أندرو لي:
هذا اتهام من أعلى درجة يمكن توجيهه ضد صحفي. دفع الأموال لمصدر من أجل قصة يعد أمرًا غير مقبول تمامًا في الممارسة العادية للصحافة المطبوعة. وقد أدهشني على الفور مدى خطورة أن يتهم إيجاي ستايسي شيف، الكاتبة الحائزة على جائزة بوليتزر والتي تكتب لمجلة ذا نيويوركر، بارتكاب هذا الخطأ. لدينا هنا إما خرق أخلاقي خطير من السيدة شيف أو ادعاء مشكوك فيه آخر من إيجاي.
وكتب أندرو أنه اتصل بشيف للحصول على تعليق حول ما إذا كانت قد عرضت دفع أموال لإيسجاي مقابل وقته، واستشهد ببريدها الإلكتروني الردي. وفيها، ذكر شيف أن ادعاء إيسجاي كان "هراءً تامًا".
في 6 مارس 2007، نشرت صحيفة مسقط رأس جوردان مقالاً يثير الشكوك حول ادعاءاته في يناير 2007 على صفحة المستخدم الخاصة به على ويكيا بأنه عمل في برنامج أمناء الولايات المتحدة وكان مساعدًا قانونيًا في كنتاكي. في 12 مارس 2007، نشرت مجلة ذا النيويوركر اعتذارًا رسميًا من جيمي ويلز في قسمها بصحيفة ذا ميل في 19 مارس.

## ردود الفعل

### مجتمع ويكيبيديا
في حديثه الشخصي عن جوردان، قال جيمي ويلز: "كان السيد رايان [ك‍] صديقًا، وما زال صديقًا. إنه شاب، وقد قدم لي اعتذارًا شخصيًا صادقًا، وقد قبلته. وآمل أن يسمح له العالم بالرحيل بسلام لبناء حياة كريمة وسمعة طيبة".
وقد رد إيسجاي في ذلك الوقت ببيان على صفحته على ويكيبيديا، جاء فيه جزئيًا:
...أشعر بالأسف إذا كان أي شخص في مجتمع ويكيبيديا قد تأذى من قراري استخدام المعلومات المضللة لحماية نفسي. لكنني لست نادمًا على أنني حميت نفسي؛ فقد كنت أعتقد، وما زلت أعتقد، أنني كنت على صواب في حماية نفسي، في ضوء المشاكل التي تم مواجهتها على الإنترنت في هذه الأوقات العصيبة. لقد تحدثت مع جميع أصدقائي المقربين هنا عن هذا الموضوع، وقد سمعت منهم دعمًا قويًا يفهمون موقفي، وهم يؤيدونني. كما أن جيمبو والعديد من الآخرين في هيكل ويكيبيديا أعربوا عن دعمهم أيضًا...
كانت ردود الفعل داخل مجتمع ويكيبيديا تجاه التناقض في هوية إيسجاي/جوردان حادة وواسعة النطاق ومختلطة. وفي حين استنكر معظم المحررين بعض أفعاله على الأقل، تراوحت ردود الأفعال بين تقديم الدعم الكامل واتهام جوردان بالاحتيال.
ومع تطور الجدل، بدأ مجتمع ويكيبيديا مراجعة التعديلات السابقة التي أجراها إيسجاي، وشعر البعض أنه اعتمد على أستاذيته الخيالية للتأثير على النظرة التحريرية للتعديلات التي أجراها. قال مايكل سنو، أحد مسؤولي ويكيبيديا ومؤسس صحيفة مجتمع ويكيبيديا، ذا ساين بوست: "لقد راجع الناس تعديلاته ووجدوا أماكن كان يستفيد فيها بشكل أساسي من بيانات اعتماده المزيفة لدعم حججه". "سوف يتم النظر في هذه الأمور مرة أخرى." في خلاف حول تحرير مقال (Imprimatur)، على سبيل المثال، دافع إيسجاي عن استخدامه لكتاب (Catholicism for Dummies) بقوله لمحررين آخرين، "هذا نص أطلبه غالبًا لطلابي، وأودُّ أن أعلق شهادة الدكتوراه الخاصة بي على مصداقيته."
اقترح جيمي ويلز نظامًا للتحقق من بيانات الاعتماد على ويكيبيديا في أعقاب الجدل الذي أثاره إيسجاي، لكن الاقتراح رُفض. "أفادت التقارير أن ويلز ""يفكر في فحص جميع الأشخاص الذين يحكمون في النزاعات الواقعية"". وأضاف ويلز ""لا أعتقد أن هذا الحادث يكشف عن أي ضعف متأصل في ويكيبيديا، لكنه يكشف عن ضعف سنعمل على معالجته"". وأصرّ على أن محرري ويكيبيديا سيكونون قادرين على البقاء مجهولين إذا رغبوا في ذلك. وعلق ويلز قائلا: "نحن نفضل دائما تقديم حافز إيجابي بدلا من الحظر المطلق، حتى يتمكن الناس من المساهمة دون الكثير من المتاعب". ومع ذلك، فقد حذر أيضًا من أنه "من غير المناسب دائمًا محاولة الفوز في الحجة من خلال إظهار بيانات الاعتماد الخاصة بك، وخاصة إذا كانت هذه البيانات غير دقيقة". ومع ذلك، لم تكن فلورنس ديفوار، رئيسة مؤسسة ويكيميديا، داعمة لاقتراحه بشأن بيانات الاعتماد، قائلة: "أعتقد أن ما يهم هو جودة المحتوى، والتي يمكننا تحسينها من خلال فرض سياسات مثل "استشهد بمصدرك"، وليس جودة بيانات الاعتماد التي أظهرها المحرر". في النهاية، رفض مجتمع ويكيبيديا اقتراحًا رسميًا يقضي بأن المستخدمين الذين يدعون أنهم حاصلون على مؤهلات أكاديمية سيحتاجون إلى تقديم أدلة قبل الاستشهاد بها في نزاعات المحتوى، مثل جميع المقترحات السابقة.
وفي متابعة لتعليقاته الأولية لمجلة ذا نيويوركر، كتب ويلز اعتذارًا للمجلة، ظهر في عددها الصادر في 19 مارس 2007:
أنا أكتب للاعتذار إلى مجلة "ذا نيويوركر" وإلى ستايسي شيف، ولتقديم بعض التوضيحات بشأن رايان جوردان (ملاحظة المحررين، 5 مارس). عندما تحدثت آخر مرة إلى "ذا نيويوركر" بشأن حقيقة أن أحد الأعضاء البارزين في مجتمع ويكيبيديا قد كذب بشأن مؤهلاته، فقد أسأت تقدير القضية. لم يكن من المقبول أن يكذب السيد جوردان، أو إيجاي، على صحفيٍّ، حتى لحماية هويته.
اعترف ويلز بأن الجدل أضر بمصداقية الموقع، مشيرًا إلى أن "الناس بحاجة إلى أن يكونوا على دراية بكيفية إنشاء [ويكيبيديا] وتحريرها حتى يتمكنوا من التعامل معها بالحذر المناسب". وأعرب عن أسفه لأن إيسجاي "اتخذ سلسلة من الأحكام السيئة للغاية". كما علق على أنه يأمل أن تتحسن ويكيبيديا نتيجة هذا الجدل.
لاري سانجر، أحد مؤسسي ويكيبيديا، والذي ترك المشروع في عام 2002، وصف رد إيسجاي بأنه "اعتذار غير مبالٍ" وفي مكان آخر وصف تصرفات إيسجاي بأنها "احتيال على الهوية".

### ردود الفعل على الانترنت

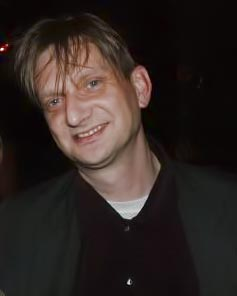
الصحفي وناقد ويكيبيديا أندرو أورلوفسكي

أندرو أورلوفسكي، وهو ناقد متكرر لويكيبيديا وكاتب في (The Register) -موقع إخباري تكنولوجي بريطاني- انتقد جيمي ويلز لتوظيفه إيسجاي في ويكيا الممولة من رأس المال الاستثماري وتعيينه في لجنة التحكيم في ويكيبيديا بعد أن اعترف إيسجاي على ما يبدو بأن بياناته الأكاديمية والمهنية التي ادعى سابقًا أنها كانت مزورة. وأضاف أورلوفسكي أن تصرفات إيجاي كشفت عن عقلية مجتمعية خطيرة داخل ويكيبيديا.
ومن بين المعلقين السلبيين الآخرين، كاتب موقع (ZDNet) ميتش راتكليف، الذي تساءل "لماذا الكذب بشأن خلفية الشخص يؤهله للعمل في شركة مثل ويكيا، التي تقترح مساعدة المجتمعات على تسجيل معلومات دقيقة"، وطالب بتفاصيل إضافية "مثل متى طرد جوردان وأسباب الطرد، وكذلك متى أيد جوردان في تصريحات عامة".
ووصف أندرو كين (مؤلف كتاب "Cult of the Amateur") الجدل بأنه مثال على تجاهل إرشادات الخبراء لصالح "دكتاتورية البلهاء".

### ردود فعل وسائل الإعلام الإخبارية
- علقت مجلة (BusinessWeek) على مقترحات التحقق من بيانات الاعتماد: "للأسف، ليس كل من ينشر على ويكيبيديا مهتمًا بالوصايا العشر. فبعضهم مهتم بالانتقام. وبعضهم الآخر مهتم بتعظيم الذات. وبعضهم ليس لديه ما هو أفضل ليفعله. نحن نعيش في عصر الهويات المزيفة، والأموال المزيفة، والبريد الإلكتروني المزيف، وعناوين (URL) المزيفة، وعناوين (IP) المزيفة، والأصوات المزيفة..." ومع ذلك، زعم المقال أن ويكيبيديا لا يمكن أن تصبح "شرطة شبكة" (net police) للموثوقية على الإنترنت.[43]
- صرح ستيف مايتش، الصحفي في مجلة ماكلين، أن الجدل قد يضر بمستقبل ويكيبيديا كعملية تجارية إعلامية، مشيرًا إلى أن نموذج ويكيبيديا كان من المفترض أن يعتمد على الثقة والمصداقية.[44]
- أعربت كاساندرا جاردين، إحدى المساهمات في صحيفة ديلي تلغراف، عن رأيها بأن إيسجاي "كان مدمنًا على "ويكي كراك" (Wiki crack)، وهو مصطلح يستخدمه المهووسون من أجل وصف الإثارة التي يشعرون بها عندما يرون جهودهم تناقش. كما أضافت أن "ايسجاي قدم تذكيرًا بأن أي مدخل معين قد يكون من تأليف شخص جاهل مثلنا. ومن ناحية أخرى، لم يعترض أحد على تعديلاته، بل اعترض على شخصيته المفترضة، لذا ربما يكون الدرس الحقيقي من هذه الوسيلة الديمقراطية هو أن الطلاب الذين تركوا الدراسة الجامعية قد يكونون بنفس سلطة الأساتذة".[45]
- انتقد أليكس بيم (كاتب عمود في صحيفة بوسطن غلوب) قضية إيسجاي باعتبارها جزءًا مما وصفه بمشاكل "التعهيد الجماعي" و"حكمة الحشود"، مؤكدًا أن الحشود تقبل السلطة دون أدنى شك: "من تفضل أن يكتب مقالاتك في الموسوعة؟ برتراند راسل، وتوماس هكسلي، وبينيدتو كروتشه، الذي كتب في الموسوعة البريطانية؟ أم ... إيسجاي؟"[46]

### ردود أفعال الأكاديميين
في أعقاب التغطية الإعلامية لجدال إيسجاي، أشار عدد من الأكاديميين إلى الضرر الذي لحق بمصداقية ويكيبيديا. في 2 مارس 2007، علق تقرير في مجلة كرونيكل أوف هاير إديوكيشن على الحادثة قائلًا "إن الحادثة تضر بشكل واضح بمصداقية ويكيبيديا - وخاصة مع الأساتذة الذين سيلاحظون الآن أن أحد أبرز الأكاديميين في الموقع قد تبين أنه محتال". صرح روس بران، أستاذ الدراسات اليهودية الإسلامية في جامعة كورنيل في إثاكا (نيويورك)، أن ويكيبيديا تفتقر إلى عملية المراجعة العلمية، قائلاً: "يمكنهم أن يفسدوا حياتك إذا أرادوا ذلك". قال بران أيضًا إن ويكيبيديا "ليس لها مكان في الجامعة"، ويعتقد أن حادثة إيسجاي لن تفعل شيئًا لتغيير الرأي غير المواتي الذي يحمله الأكاديميون عمومًا حول الموسوعة الإلكترونية.
صرح الباحث في الإعلام أكسل برونز أنه في حين أن ما فعله إيسيجاي كان "مخادعًا وغير أخلاقي بشكل واضح"، فإن الجدل "لا يقوض نموذج ويكيبيديا".
صرحت نيكولا برات، المحاضرة في العلاقات الدولية بجامعة إيست أنجليا في إنجلترا، "إن فلسفة ويكيبيديا هي أن أي شخص يمكنه المساهمة، بغض النظر عن مكانته... ما يهم هو معرفته كما يحكم عليها القراء الآخرون، وليس ما إذا كان أستاذًا أم لا—وحقيقة تعرض الطالب [إيسجاي] للانتقاد تظهر أن الأمر يعمل". في عام 2009، نشر المجلس الوطني لمدرسي اللغة الإنجليزية مقالاً مطولاً يناقش التحديات المتعلقة بتحديد مصادر النصوص في المقالات الجامعية، باستخدام تاريخ مفصل لحادثة إيسجاي لوضع السياق.

### للاستزادة
- Claburn، Thomas (8 مارس 2007). "Wikipedia Mulls Proof of Credentials". InformationWeek. مؤرشف من الأصل في 2007-09-11. اطلع عليه بتاريخ 2007-03-18.
- Sadofsky, Jason Scott (مارس 1, 2007). "ASCII by Jason Scott: Wikipedia: J.S. on Essjay". مؤرشف من الأصل في August 20, 2007. اطلع عليه بتاريخ 8 سبتمبر 2007.

## روابط خارجية
- صفحة إيسجاي على ويكيبيديا الإنجليزية